# Lilla Melodifestivalen 2006
El Lilla Melodifestivalen 2006 tuvo lugar en Estocolmo el viernes 6 de octubre y fue presentado por Anna Book y Kitty Jutbring. Esta vez el ganador no será el representante sueco en Festival de Eurovisión Junior ya que la SVT ha decidido abandonar el certamen una vez terminado el contrato de tres años que firmaron todas la televisiones el primer año. El ganador, Benjamin con "Hej Sofía" competirá por Suecia junto a Sanna (2.º) y Made (3.º) en el MGP Nórdico donde competirán otras 3 canciones de Noruega y Dinamarca. Mientras tanto, la cadena TV4 ha cogido el relevo de la SVT e irán a Eurovisión Junior representando a Suecia con Molly Sandén y la canción "Det finaste någon kan få"
| Nr. | Artista           | Canción                        | Compositores                                                           | Votos  | Votos   | Votos | Posición |
| Nr. | Artista           | Canción                        | Compositores                                                           | Jurado | Público | Total | Posición |
| --- | ----------------- | ------------------------------ | ---------------------------------------------------------------------- | ------ | ------- | ----- | -------- |
| 1   | Junior            | I Min Fantasi                  | Rufus Blad, Levi Blad, Alexander Ehrlin                                | 16     | 0       | 16    | 10.º     |
| 2   | Ibrahim           | Stanna Hos Dig                 | Ibrahim Ibrahimson                                                     | 26     | 0       | 26    | 7.º      |
| 3   | Made              | Inga Känslor Kvar              | Denise Colbrand, Mathilda Glansk                                       | 20     | 40      | 60    | 3.º      |
| 4   | Micha             | Lite Tid                       | Michel Fannoun                                                         | 22     | 0       | 22    | 8.º      |
| 5   | Sanna Martínez    | Genom Skog, Berg Och Hav       | Sanna Martinez-Matz                                                    | 22     | 50      | 70    | 2.º      |
| 6   | Frida             | Starka Tillsammans             | Frida Jansson                                                          | 46     | 0       | 46    | 5.º      |
| 7   | 4-ever            | Du Är Så Fin                   | Josephine Bergström, Linn Fahlén, Marielle Fransson, Angélica Fransson | 18     | 0       | 18    | 9.º      |
| 8   | Benjamin Wahlgren | Hej Sofia                      | Benjamin Wahlgren Ingrosso                                             | 44     | 60      | 104   | 1.º      |
| 9   | Stajf             | Åh, Jag Fattar Inte Vad Det Är | Sanna Güvenal                                                          | 16     | 30      | 46    | 4.º      |
| 10  | Joel Melin        | Aldrig Lämna Dig               | Joel Melin                                                             | 20     | 20      | 40    | 6.º      |